# Овсянка (приток Усвячи)
Овся́нка (Овсяница; бел. Аўся́нка) — река в Городокском районе Витебской области Белоруссии и Усвятском районе Псковской области России, правый приток Усвячи (бассейн Западной Двины).

## Гидрография
Исток Овсянки расположен у деревни Хвошно Городокского района Витебской области. Река последовательно протекает через семь озёр: Долгое, Нёгро, Вышедское, Медесно, Тиосто, Ведринское, Алексеевское. Вдоль Овсянки на территории Городокского района расположены деревни Вышедки, Смоловка, Веречье, Привальни и другие. Река впадает в Усвячу с правой стороны в 500 м на северо-запад от деревни Лобани Усвятского района. Высота устья над уровнем моря составляет 145,8 м.
Длина Овсянки составляет 90 км. Средний уклон реки — 0,6 м/км.
Русло умеренно извилистое, шириной 4—6 метров, в среднем и нижнем течении до 50 метров. 68 % годового стока приходится на весенний период. Во время половодья или во время паводков уровень воды в реке повышается на 1 м.
Долина приблизительно до середины реки имеет в основном трапециевидную форму и ширину 300—400 м. Ниже по течению долина невыраженная. Склоны пологие или умеренно крутые, высотой 4—8 м, местами до 20 м. Берега в основном пологие, в среднем течении и возле устья местами крутые, супесчаные либо торфянистые. Пойма Овсянки двухсторонняя, шириной 100—300 м, местами заболоченная.
Основные притоки — Осеча (справа), Иордынка, Солоновка (слева). Густота речной сети составляет 0,4 км/км². Водосбор лежит на восточных склонах Городокской возвышенности и на Суражской низине. Озёрность бассейна — 2 %.
Первые гидрологические наблюдения стали проводиться в 1928 году.
На реке отмечены места произрастания водяного ореха.